# Алеко (фильм-опера)
«Алеко» — художественный фильм 1953 года по одноимённой опере С. В. Рахманинова, созданной по поэме А. С. Пушкина «Цыганы». Вышел на экраны 3 августа 1954 года.
Снимался в двух вариантах: обычном и стереоскопическом.

## Сюжет
Бежавшего из города гордого, свободолюбивого Алеко приютил цыганский табор. Вскоре он полюбил черноокую цыганку. Любовь, ревность, бушующие страсти приводят их обоих к гибели.

## В ролях
- Александр Огнивцев — Алеко
- Инна Зубковская — Земфира (вокал — Нина Покровская)
- Марк Рейзен — старик, отец Земфиры
- Святослав Кузнецов — молодой цыган (вокал — Анатолий  Орфёнов)
- Бронислава Златогорова — старая цыганка

## Съёмочная группа
- Авторы сценария: Анна Абрамова, Григорий Рошаль
- Режиссёр-постановщик: Сергей Сиделёв
- Главный оператор: Анатолий Назаров
- Художники: Абрам Векслер, Виктор Волин
- Звукооператор: Арнольд Шаргородский
- Операторы стереоскопического варианта: Андрей Болтянский, Виктор Максимович
- Режиссёр: Лев Махтин
- Монтажер: Валентина Миронова
- Художественный руководитель постановки: Григорий Рошаль

## Премьеры
- 3 августа 1954 — СССР[2]
- 23 декабря 1954 — США (прокат Artkino Pictures)[1]
- 18 февраля 1955 — Финляндия

## Технические данные
- Формат изображения: 1.37:1
- Киноплёнка: 35 мм
- Изображение: цветное (Негатив: Agfacolor B, Agfacolor G)
- Стереокино: одноплёночная система А. Г. Болтянского «Стерео-35, кадр над кадром». Вертикальная стереопара из двух стандартных кадров 22×16 мм, шаг в восемь перфораций.

Стереоскопический вариант фильма восстановлен Госфильмофондом России в 2011 году с исходного цветного негатива Agfacolor. Первый показ восстановленного варианта состоялся 1 февраля 2012 на кинофестивале «Белые столбы».